# Heneage Finch
Sir Heneage Finch (15. prosince 1580 – 5. prosince 1631) byl anglický právník a politik. Od mládi působil v justici a státní správě, v roce 1623 byl povýšen do šlechtického stavu a v letech 1625–1626 byl předsedou Dolní sněmovny. Jeho potomci v několika liniích získali tři hraběcí tituly a do 19. století patřila rodina Finchů k významným politickým dynastiím Velké Británie.

## Životopis

Erb rodu Finchů

Pocházel ze starobylého šlechtického rodu Finchů, byl čtvrtým synem Sira Moyla Finche (1550–1614) a jeho manželky Elizabeth Heneage (1557–1634), která byla v roce 1628 povýšena na hraběnku z Winchilsey. Studoval v Cambridge a od mládí působil v justici, několikrát byl členem Dolní sněmovny (1614, 1620–1622, 1623–1626 a 1628–1629). Na půdě parlamentu podporoval politiku Jakuba I. a Karla I., od roku 1621 do smrti byl soudcem v Londýně, v roce 1623 byl povýšen do šlechtického stavu a v letech 1625–1626 byl předsedou Dolní sněmovny. Mimo jiné byl smírčím soudcem ve čtyřech hrabstvích a zastával řadu dalších funkcí ve státní správě.
Ze dvou manželství měl třináct dětí, syn Heneage založil linii hrabat z Nottinghamu, dcera Elizabeth (1624–1679) byla manželkou ministra 1. hraběte Conwaye.
Jeho sídlem byl Kensington House, na jehož místě dnes stojí Kensingtonský palác.